# 另类左翼
另类左翼（法語：Une Autre Gauche，發音：[yn otʁə ɡoʃ]）是比利时瓦隆大区的一个选举联盟。它成立于2006年，由革命共产主义联盟和其他左翼团体组成。另类左翼曾经是欧洲左翼党的观察员。
在弗拉芒大区，起源与构成和另类左翼相类似的组织是另类政策委员会。